# اکتور ارناندس بیسنس
اِکتور اِرناندس بیسنس (اسپانیایی: Hèctor Hernández Vicens‎؛ زادهٔ ۲ اکتبر ۱۹۷۵) فیلم‌نامه‌نویس و کارگردان فیلم اهل اسپانیا است.
او دانش‌آموختهٔ رشته‌های «لغت‌شناسی کاتالان» (در دانشگاه جزایر بالئاری) و «مطالعات هیسپانیک» (در دانشگاه شفیلد) است و پیش از کارگردانی نخستین فیلمش، مدتی به عنوان منتقد ادبی، ویراستار و مترجم مشغول به‌کار بود.
از فیلم‌ها یا مجموعه‌های تلویزیونی که وی در آن‌ها نقش داشته‌است می‌توان به جسد آنا فریتس و روز مردگان: تبار اشاره نمود.